# Kamienica „Pod Trzema Gwiazdami” w Krakowie
Kamienica Pod Trzema Gwiazdami – zabytkowa kamienica znajdująca się w Krakowie, w dzielnicy I Stare Miasto przy Rynku Głównym 32, na Starym Mieście.
Budynek składa się z dwóch kamienic: południowej zwanej Kamienicą Wolfklajanowską i północnej zwanej Kamienicą Sznukowską. Zostały one rozdzielone najprawdopodobniej pod koniec średniowiecza i ponownie połączone w wieku XVIII. Południowa kamienica była własnością rodzin kupieckich, m.in. Wolfa Kleina (jego inicjały oraz data 1570 znajdują się na plakiecie w kluczu sklepienia sieni). Pod koniec XVI wieku dobudowano trzecie piętro. W drugiej ćwiartce XVII wieku dokonano wczesnobarokowej modernizacji – pojawił się portal w fasadzie, obramienia okien pierwszego piętra w elewacji tylnej. W drugiej połowie XVII wieku właściciel Puckowei lub Remerowei przyłączyli budynek przy ulicy Szewskiej 3. Kamienica północna w XVI i na początku XVII wieku była własnością Cyrusów, do połowy XVII wieku należała do kupieckiej rodziny Sznuków, a następnie do rajcy Jana Romanowicza, później do burmistrza Andrzeja Cieniowica. W latach 1699–1734 kamienica należała do szlacheckiej familii Ożarowskich.
Scalenie obu części nastąpiło w latach 40. XVIII wieku z inicjatywy ławnika Facchinetti'ego. W końcu XVIII wieku Bonawentura Winkler – podkomorzy halicki adaptował kamienicę na swoją rezydencję. W pierwszej ćwierci XIX wieku nastąpiła modernizacja klasycystyczna dla rodziny Szulców. 
W latach 1985–1995 przeprowadzono generalny remont, podczas którego zaadaptowano kamienicę na potrzeby Banku Pekao S.A.: dobudowano czwarte piętro i ściśle powiązano z budynkiem narożnym Rynku Głównego 31.
7 grudnia 1965 kamienica została wpisana do rejestru zabytków. Znajduje się także w gminnej ewidencji zabytków.